# Aurimont
Aurimont (Aurimont en gascon) est une commune française située dans le sud-est du département du Gers en région Occitanie. Sur le plan historique et culturel, la commune est dans le pays d'Astarac, un territoire du sud gersois très vallonné, au sol argileux, qui longe le plateau de Lannemezan.
Exposée à un climat océanique altéré, elle est drainée par la Gimone et par divers autres petits cours d'eau. La commune possède un patrimoine naturel remarquable composé de deux zones naturelles d'intérêt écologique, faunistique et floristique.
Aurimont est une commune rurale qui compte 215 habitants en 2022, après avoir connu une forte hausse de la population depuis 1975. Elle fait partie de l'aire d'attraction de Toulouse. Ses habitants sont appelés les Aurimontois ou Aurimontoises.

## Géographie

### Localisation
Commune de Gascogne située dans la vallée de la Gimone.

### Communes limitrophes
Les communes limitrophes sont  Bédéchan, Montiron, Polastron, Saint-André, Saint-Caprais et Tirent-Pontéjac.
|                 | Saint-Caprais | Montiron    |
| Bédéchan        | Aurimont      | Saint-André |
| Tirent-Pontéjac | Polastron     |             |

### Géologie et relief
Aurimont se situe en zone de sismicité 1 (sismicité très faible).

### Hydrographie

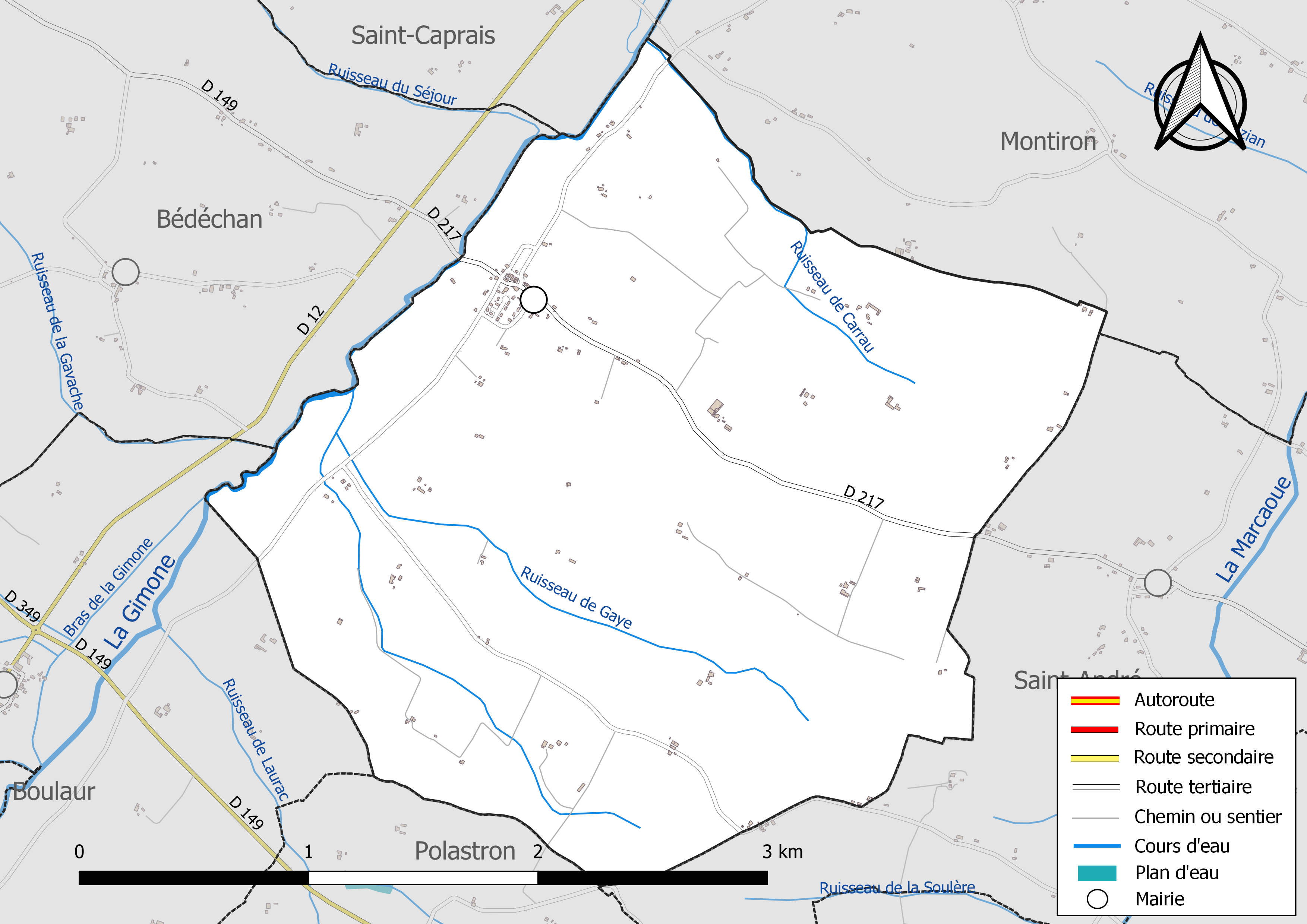
Réseaux hydrographique et routier d'Aurimont.

La commune est dans le bassin de la Garonne, au sein du bassin hydrographique Adour-Garonne. Elle est drainée par la Gimone, un bras de la Gimone, le ruisseau de Carrau, le ruisseau de Gaye et par un petit cours d'eau, qui constituent un réseau hydrographique de 9 km de longueur totale,.
La Gimone, d'une longueur totale de 135,7 km, prend sa source dans la commune de Saint-Loup-en-Comminges et s'écoule du sud-ouest vers le nord-est. Elle traverse la commune et se jette dans la Garonne à Castelferrus, après avoir traversé 54 communes.

### Climat
Pour des articles plus généraux, voir Climat de l'Occitanie et Climat du Gers.
En 2010, le climat de la commune est de type climat du Bassin du Sud-Ouest, selon une étude s'appuyant sur une série de données couvrant la période 1971-2000. En 2020, Météo-France publie une typologie des climats de la France métropolitaine dans laquelle la commune est exposée à un climat océanique altéré et est dans la région climatique Aquitaine, Gascogne, caractérisée par une pluviométrie abondante au printemps, modérée en automne, un faible ensoleillement au printemps, un été chaud (19,5 °C), des vents faibles, des brouillards fréquents en automne et en hiver et des orages fréquents en été (15 à 20 jours).
Pour la période 1971-2000, la température annuelle moyenne est de 13,1 °C, avec une amplitude thermique annuelle de 16 °C. Le cumul annuel moyen de précipitations est de 743 mm, avec 9,6 jours de précipitations en janvier et 6,2 jours en juillet. Pour la période 1991-2020, la température moyenne annuelle observée sur la station météorologique la plus proche, située sur la commune de Lahas à 6 km à vol d'oiseau, est de 13,9 °C et le cumul annuel moyen de précipitations est de 633,5 mm,. Pour l'avenir, les paramètres climatiques de la commune estimés pour 2050 selon différents scénarios d'émission de gaz à effet de serre sont consultables sur un site dédié publié par Météo-France en novembre 2022.

### Milieux naturels et biodiversité
L’inventaire des zones naturelles d'intérêt écologique, faunistique et floristique (ZNIEFF) a pour objectif de réaliser une couverture des zones les plus intéressantes sur le plan écologique, essentiellement dans la perspective d’améliorer la connaissance du patrimoine naturel national et de fournir aux différents décideurs un outil d’aide à la prise en compte de l’environnement dans l’aménagement du territoire.
Une ZNIEFF de type 1 est recensée sur la commune :
les « prairies humides d'Aurimont et Montiron » (61 ha), couvrant 5 communes du département et une ZNIEFF de type 2, :
le « cours de la Gimone et de la Marcaoue » (3 085 ha), couvrant 60 communes dont cinq dans la Haute-Garonne, 37 dans le Gers, une dans les Hautes-Pyrénées et 17 dans le Tarn-et-Garonne.

Carte des ZNIEFF de type 1 et 2 à Aurimont.
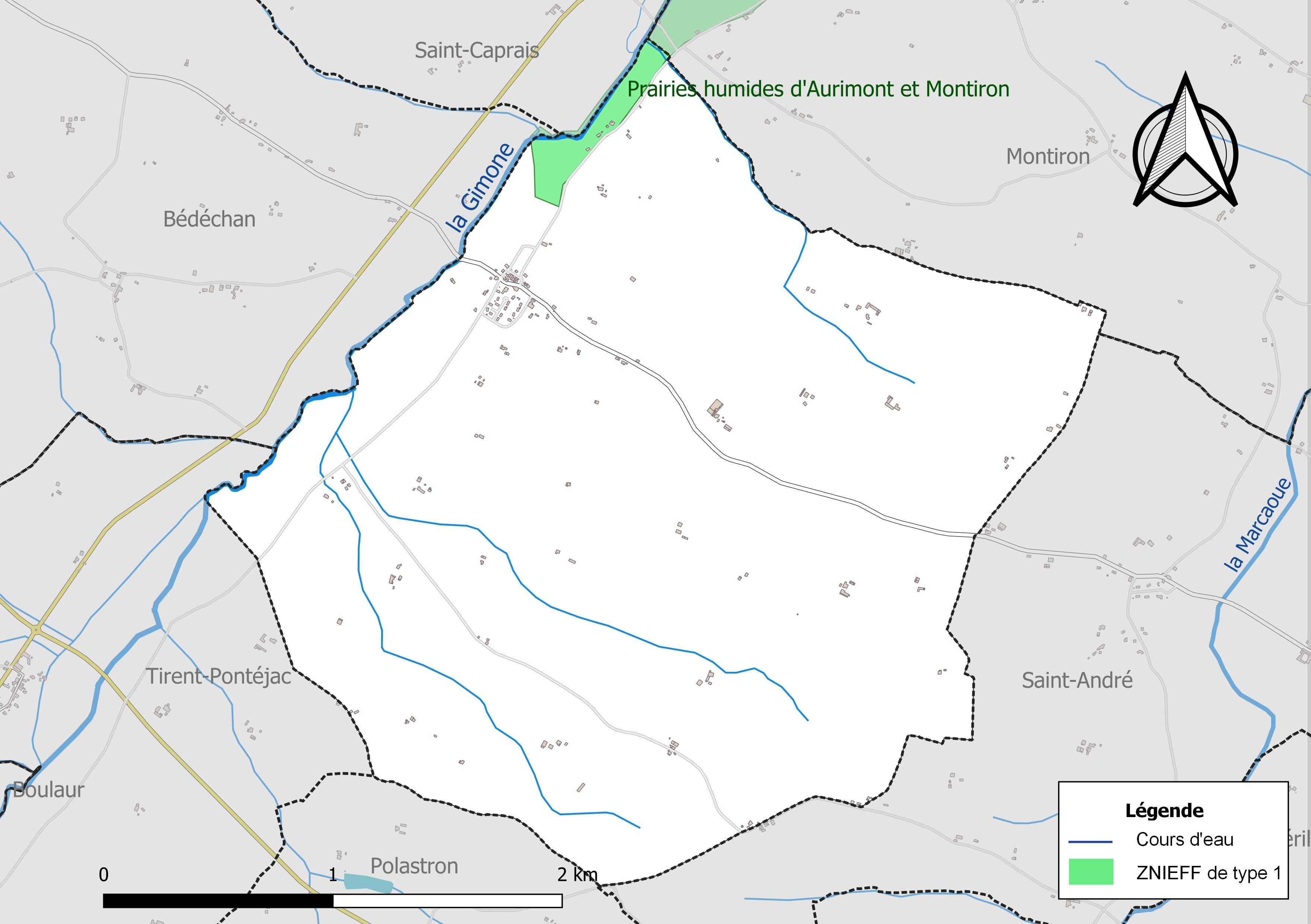
Carte de la ZNIEFF de type 1 sur la commune.
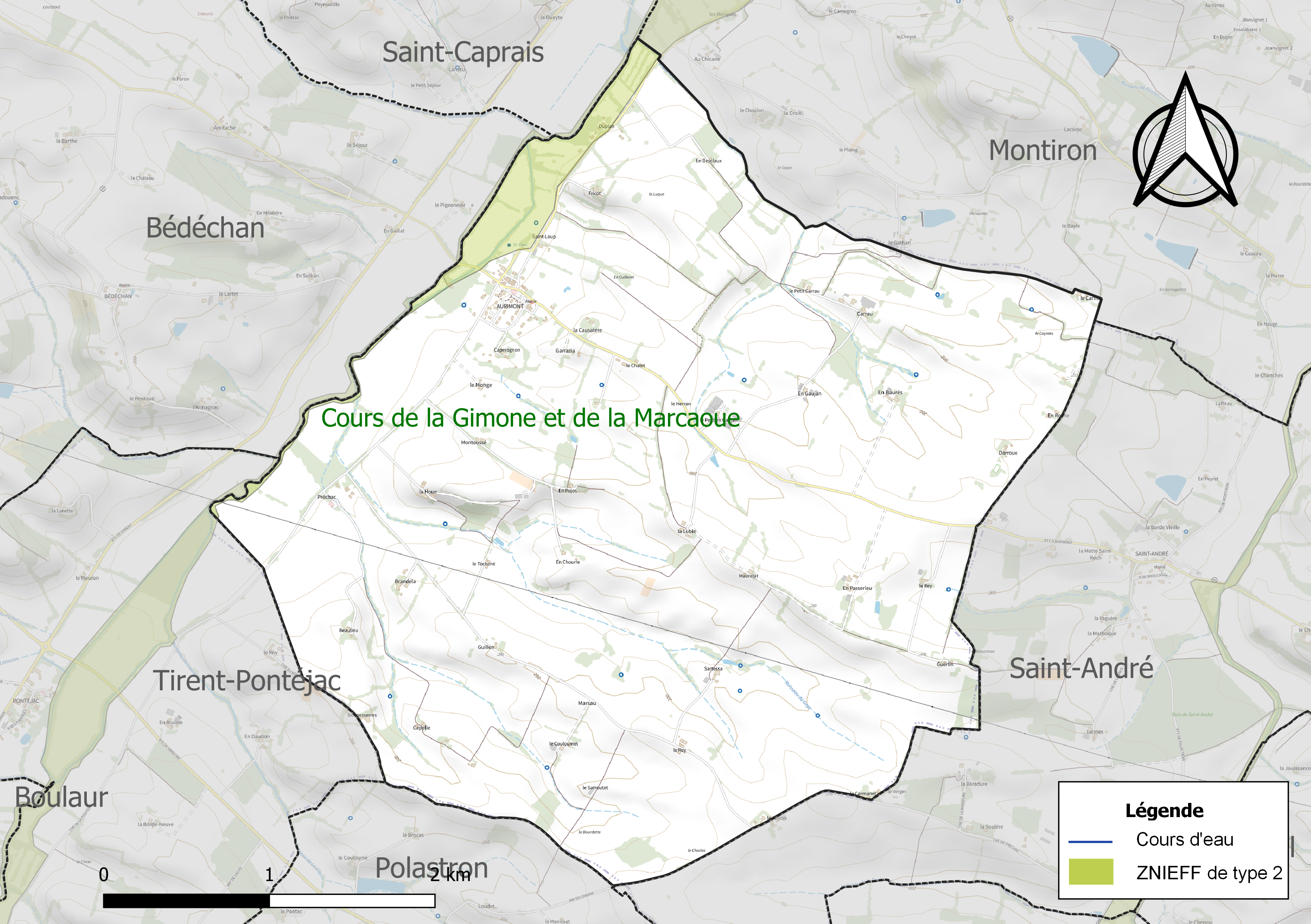
Carte de la ZNIEFF de type 2 sur la commune.

## Urbanisme

### Typologie
Au 1er janvier 2024, Aurimont est catégorisée commune rurale à habitat très dispersé, selon la nouvelle grille communale de densité à sept niveaux définie par l'Insee en 2022.
Elle est située hors unité urbaine. Par ailleurs la commune fait partie de l'aire d'attraction de Toulouse, dont elle est une commune de la couronne,. Cette aire, qui regroupe 527 communes, est catégorisée dans les aires de 700 000 habitants ou plus (hors Paris),.

### Occupation des sols
L'occupation des sols de la commune, telle qu'elle ressort de la base de données européenne d’occupation biophysique des sols Corine Land Cover (CLC), est marquée par l'importance des territoires agricoles (99,7 % en 2018), une proportion identique à celle de 1990 (99,7 %). La répartition détaillée en 2018 est la suivante :
terres arables (82,1 %), zones agricoles hétérogènes (10,2 %), prairies (7,5 %), forêts (0,3 %). L'évolution de l’occupation des sols de la commune et de ses infrastructures peut être observée sur les différentes représentations cartographiques du territoire : la carte de Cassini (XVIIIe siècle), la carte d'état-major (1820-1866) et les cartes ou photos aériennes de l'IGN pour la période actuelle (1950 à aujourd'hui).

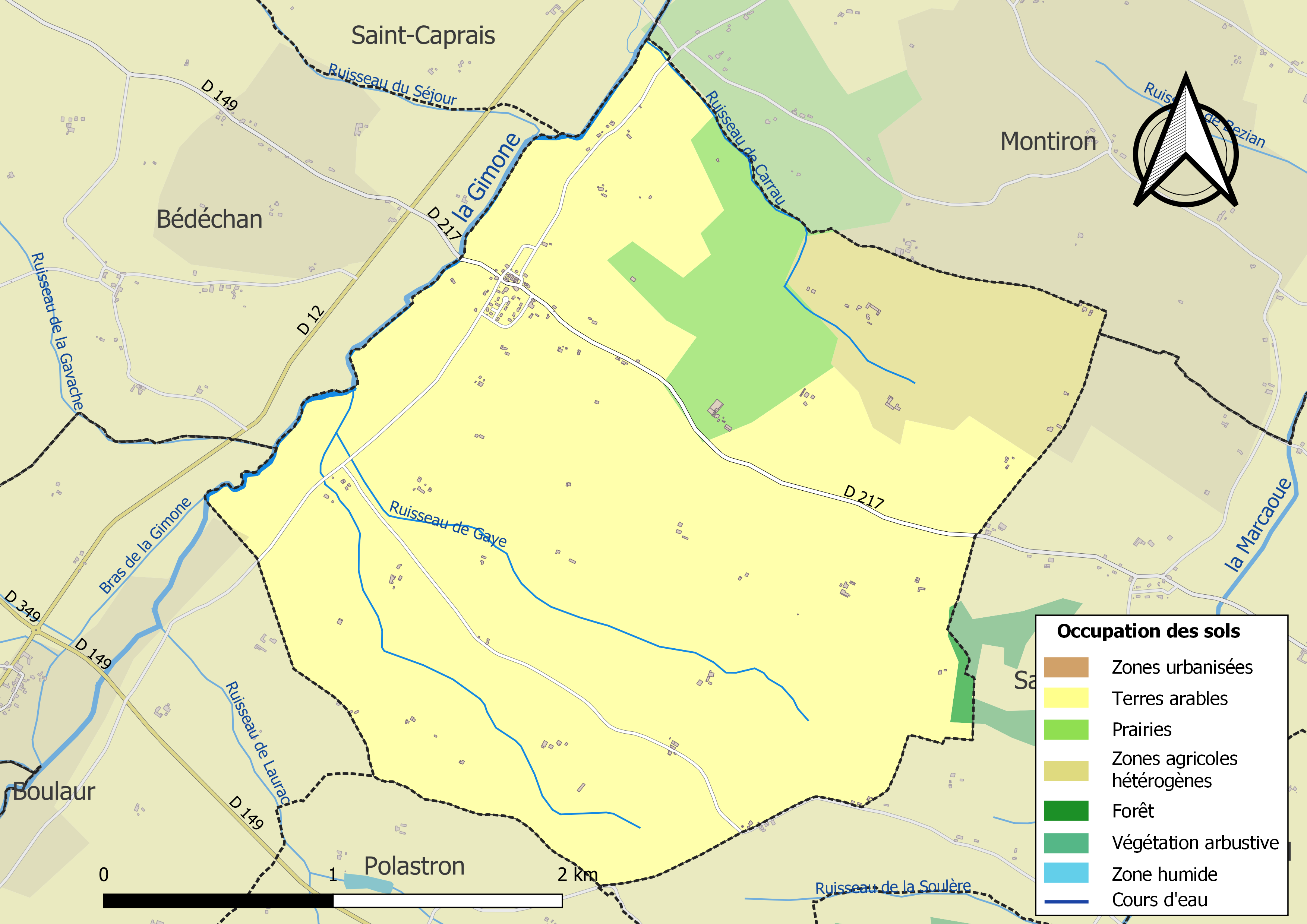
Carte des infrastructures et de l'occupation des sols de la commune en 2018 (CLC).

### Voies de communication et transports

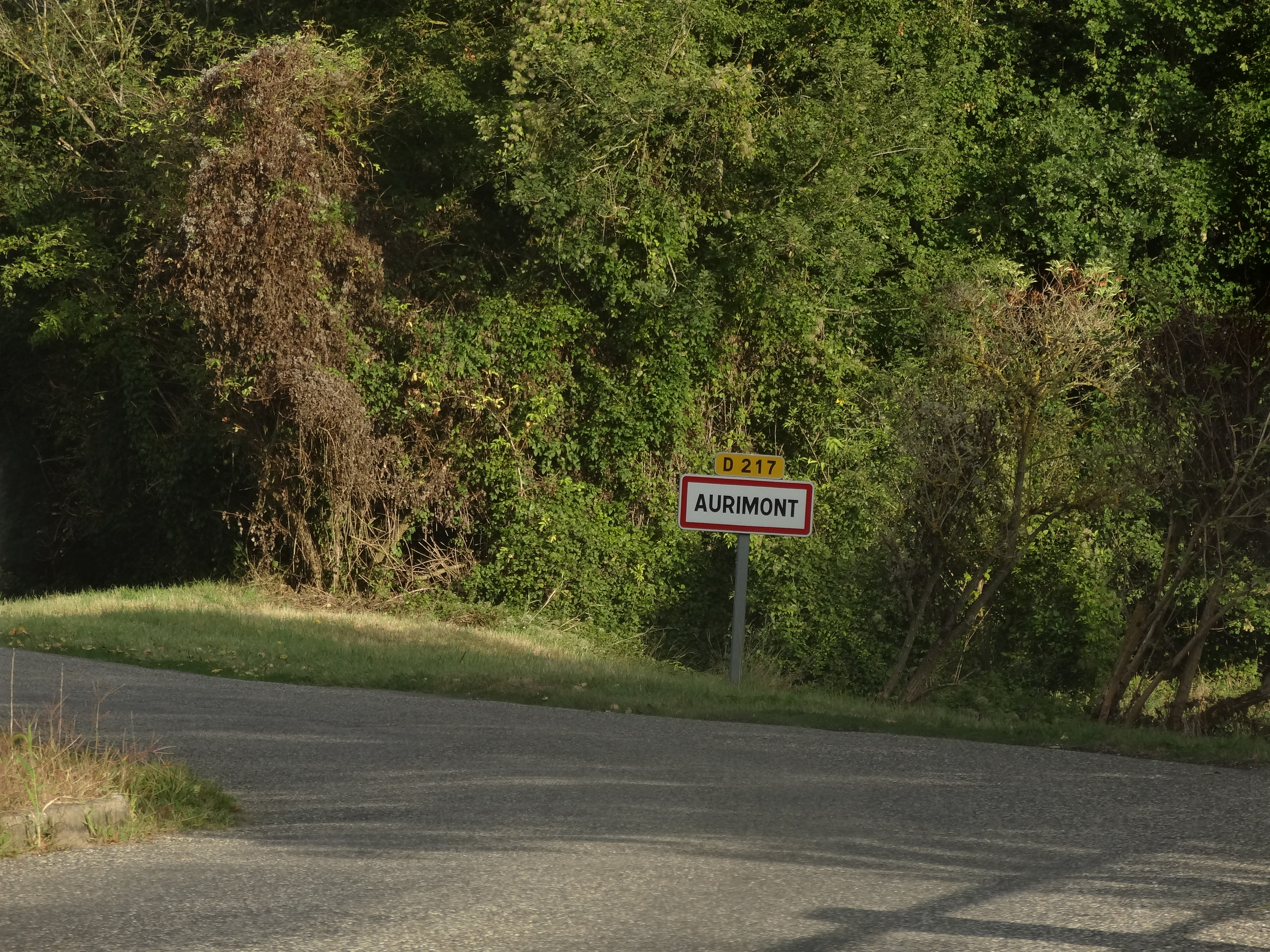
Entrée ouest du village.

### Risques majeurs
Le territoire de la commune d'Aurimont est vulnérable à différents aléas naturels : météorologiques (tempête, orage, neige, grand froid, canicule ou sécheresse), inondations et séisme (sismicité très faible). Il est également exposé à un risque technologique, la rupture d'un barrage. Un site publié par le BRGM permet d'évaluer simplement et rapidement les risques d'un bien localisé soit par son adresse soit par le numéro de sa parcelle.

#### Risques naturels
Certaines parties du territoire communal sont susceptibles d’être affectées par le risque d’inondation par débordement de cours d'eau, notamment la Gimone. La cartographie des zones inondables en ex-Midi-Pyrénées réalisée dans le cadre du XIe Contrat de plan État-région, visant à informer les citoyens et les décideurs sur le risque d’inondation, est accessible sur le site de la DREAL Occitanie. La commune a été reconnue en état de catastrophe naturelle au titre des dommages causés par les inondations et coulées de boue survenues en 1999, 2000, 2009 et 2018,.

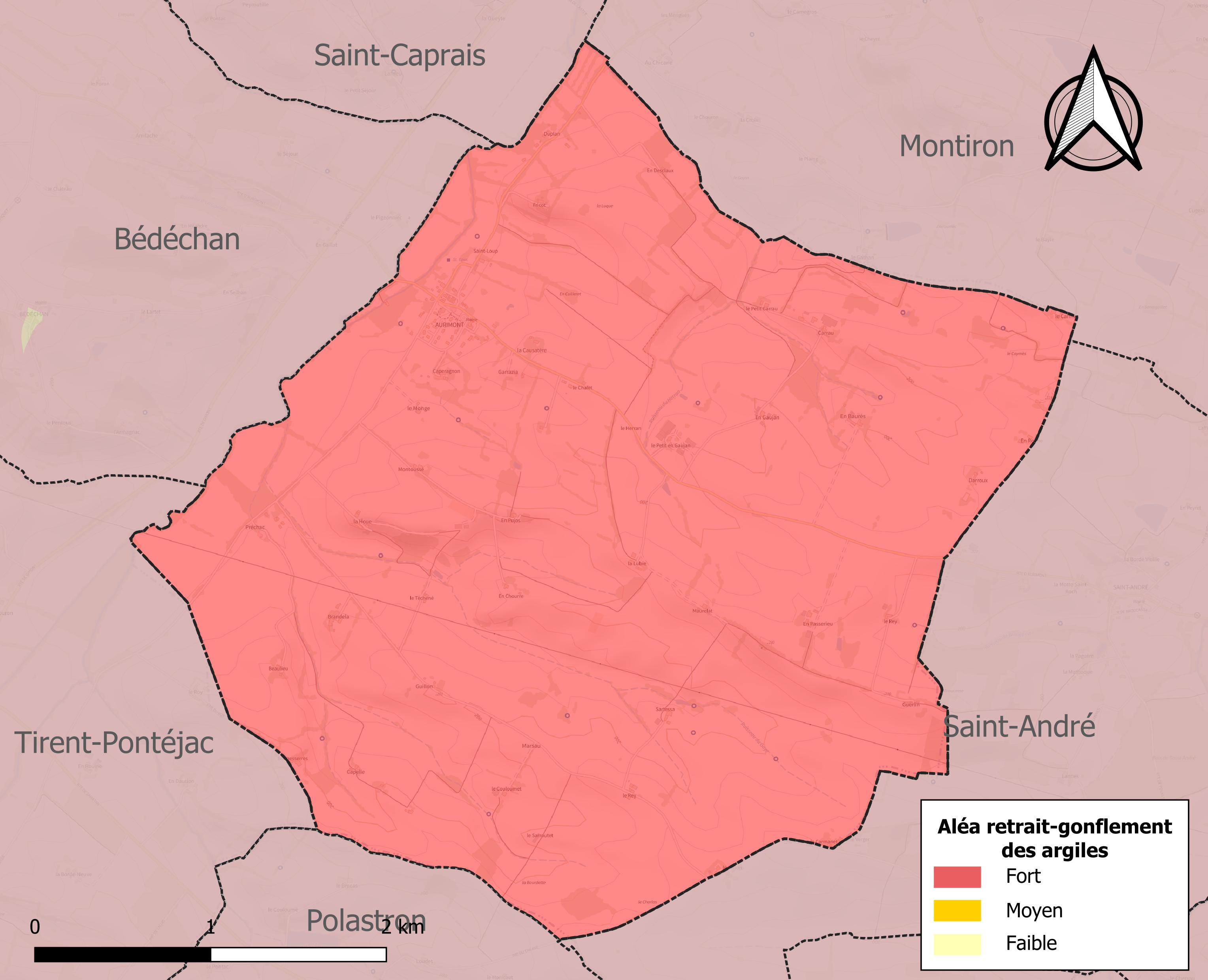
Carte des zones d'aléa retrait-gonflement des sols argileux d'Aurimont.

Le retrait-gonflement des sols argileux est susceptible d'engendrer des dommages importants aux bâtiments en cas d’alternance de périodes de sécheresse et de pluie. La totalité de la commune est en aléa moyen ou fort (94,5 % au niveau départemental et 48,5 % au niveau national). Sur les 94 bâtiments dénombrés sur la commune en 2019, 94 sont en aléa moyen ou fort, soit 100 %, à comparer aux 93 % au niveau départemental et 54 % au niveau national. Une cartographie de l'exposition du territoire national au retrait gonflement des sols argileux est disponible sur le site du BRGM,.
Par ailleurs, afin de mieux appréhender le risque d’affaissement de terrain, l'inventaire national des cavités souterraines permet de localiser celles situées sur la commune.
Concernant les mouvements de terrains, la commune a été reconnue en état de catastrophe naturelle au titre des dommages causés par la sécheresse en 1989, 1998, 2003, 2011, 2012 et 2016 et par des mouvements de terrain en 1999.

#### Risques technologiques
La commune est en outre située en aval du barrage de la Gimone, un ouvrage de classe A disposant d'une retenue de 25 millions de mètres cubes. La fiche réflexe du PPI définit le temps d'arrivée de l'onde et la zone d'accueil selon la position des habitants concernés par rapport à la Gimone (rive droite ou gauche),,. À ce titre elle est susceptible d’être touchée par l’onde de submersion consécutive à la rupture de cet ouvrage,

## Toponymie
Aurimont, issus du latin aurum (« or »), est un « mont d'or ».

## Histoire
Aurimont est une bastide fondée en 1287 par Eustache de Beaumarchès avec le paréage du monastère de Saramon. Émile Taillebois découvre en 1880 sur le territoire de la commune 3624 monnaies royales et baronales datant de 1108 à 1314.

## Politique et administration

### Liste des maires

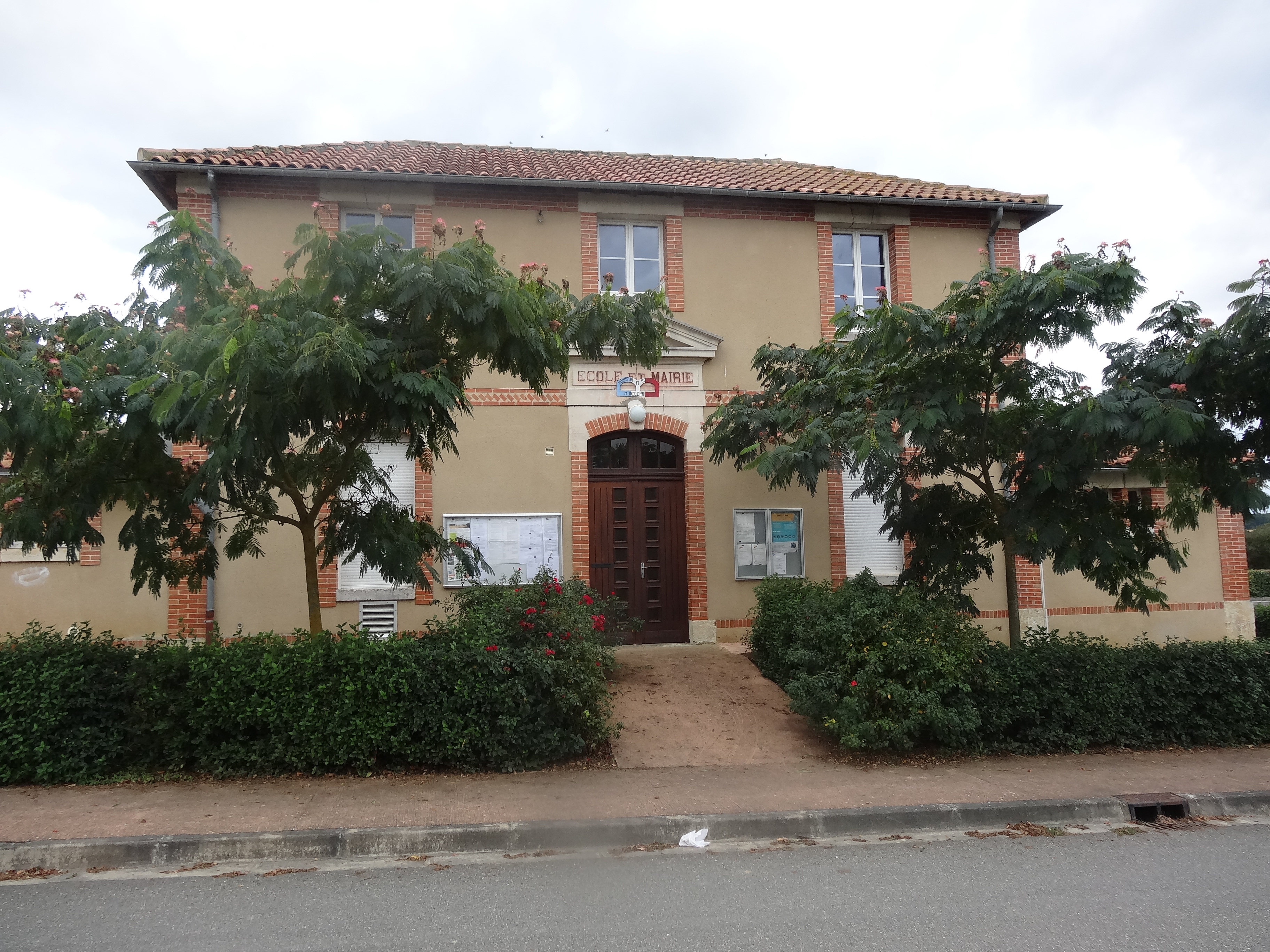
La mairie en 2017.

| Période                                  | Période  | Identité      | Étiquette | Qualité                    |
| ---------------------------------------- | -------- | ------------- | --------- | -------------------------- |
| 1983                                     | 2020     | André Piccin  | PS        | Retraité de l'enseignement |
| 2020                                     | En cours | Jacques Faure |           |                            |
| Les données manquantes sont à compléter. |          |               |           |                            |

## Population et société

### Démographie
| 1793 | 1800 | 1806 | 1821 | 1831 | 1841 | 1846 | 1851 | 1856 |
| ---- | ---- | ---- | ---- | ---- | ---- | ---- | ---- | ---- |
| 100  | 91   | 112  | 125  | 350  | 340  | 346  | 345  | 364  |

| 1861 | 1866 | 1872 | 1876 | 1881 | 1886 | 1891 | 1896 | 1901 |
| ---- | ---- | ---- | ---- | ---- | ---- | ---- | ---- | ---- |
| 346  | 365  | 334  | 356  | 324  | 331  | 290  | 267  | 268  |

| 1906 | 1911 | 1921 | 1926 | 1931 | 1936 | 1946 | 1954 | 1962 |
| ---- | ---- | ---- | ---- | ---- | ---- | ---- | ---- | ---- |
| 270  | 257  | 222  | 204  | 200  | 210  | 226  | 208  | 197  |

| 1968 | 1975 | 1982 | 1990 | 1999 | 2004 | 2006 | 2009 | 2014 |
| ---- | ---- | ---- | ---- | ---- | ---- | ---- | ---- | ---- |
| 143  | 107  | 123  | 119  | 134  | 132  | 133  | 210  | 204  |

| 2019 | 2022 | - | - | - | - | - | - | - |
| ---- | ---- | - | - | - | - | - | - | - |
| 213  | 215  | - | - | - | - | - | - | - |

### Enseignement
Il n'y a pas d'école à Aurimont.

### Manifestations culturelles et festivités

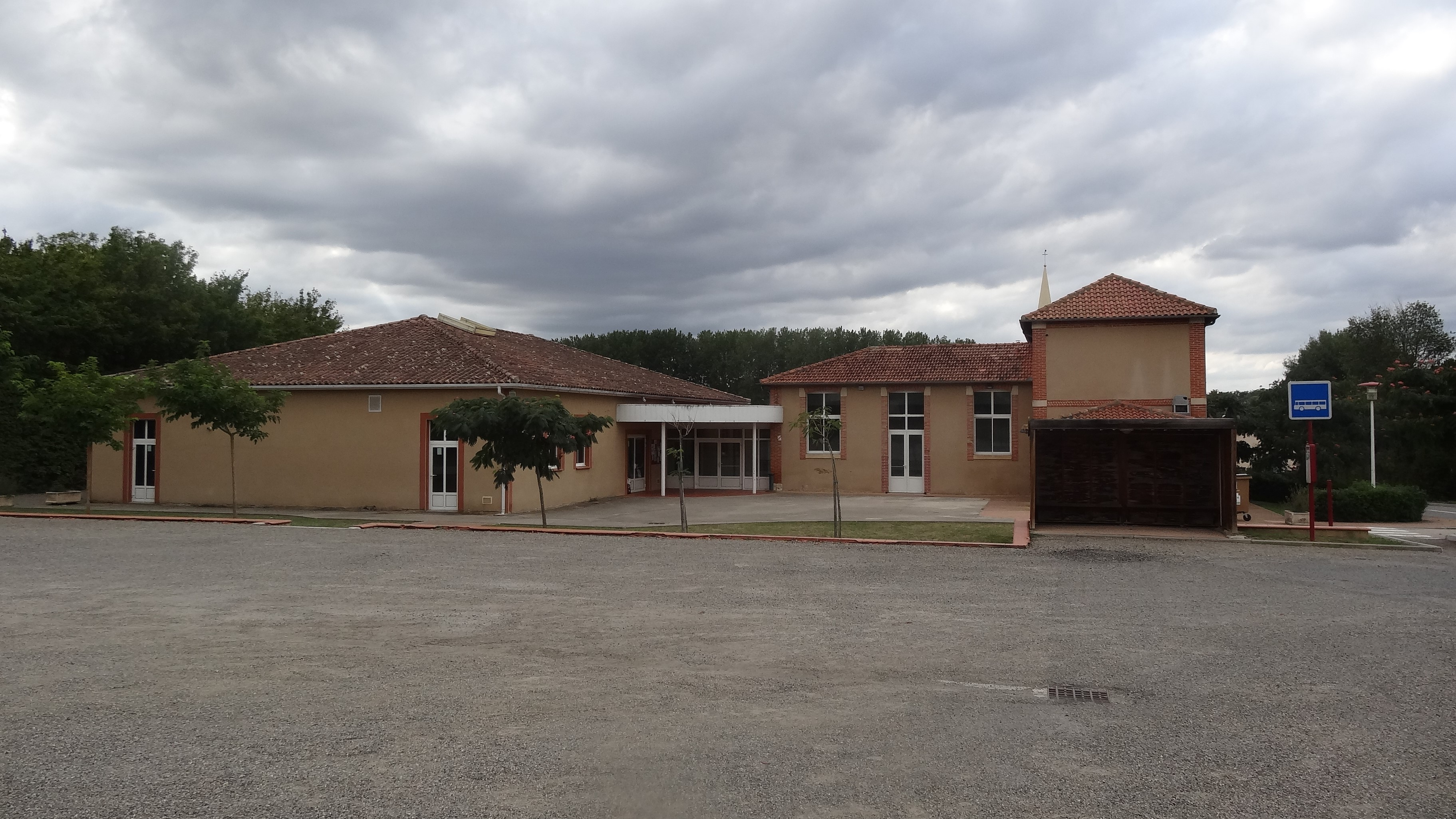
La salle des fêtes et son parking.

- Fête communale : 2e dimanche de mai[32] ;
- Fête patronale : 1er dimanche de septembre[32].

## Économie

### Revenus
En 2018 (données Insee publiées en septembre 2021), la commune compte 78 ménages fiscaux, regroupant 205 personnes. La médiane du revenu disponible par unité de consommation est de 20 270 € (20 820 € dans le département).

### Emploi
|                | 2008  | 2013  | 2018  |
| -------------- | ----- | ----- | ----- |
| Commune        | 7,9 % | 6,5 % | 7,9 % |
| Département    | 6,1 % | 7,5 % | 8,2 % |
| France entière | 8,3 % | 10 %  | 10 %  |

En 2018, la population âgée de 15 à 64 ans s'élève à 125 personnes, parmi lesquelles on compte 78 % d'actifs (70,1 % ayant un emploi et 7,9 % de chômeurs) et 22 % d'inactifs,. En 2018, le taux de chômage communal (au sens du recensement) des 15-64 ans est inférieur à celui de la France et département, alors qu'en 2008 il était supérieur à celui du département et inférieur à celui de la France.
La commune fait partie de la couronne de l'aire d'attraction de Toulouse, du fait qu'au moins 15 % des actifs travaillent dans le pôle,. Elle compte 30 emplois en 2018, contre 23 en 2013 et 19 en 2008. Le nombre d'actifs ayant un emploi résidant dans la commune est de 88, soit un indicateur de concentration d'emploi de 33,6 % et un taux d'activité parmi les 15 ans ou plus de 58,5 %.
Sur ces 88 actifs de 15 ans ou plus ayant un emploi, 22 travaillent dans la commune, soit 24 % des habitants. Pour se rendre au travail, 80 % des habitants utilisent un véhicule personnel ou de fonction à quatre roues, 1,1 % les transports en commun, 2,2 % s'y rendent en deux-roues, à vélo ou à pied et 16,7 % n'ont pas besoin de transport (travail au domicile).

### Activités hors agriculture
9 établissements sont implantés à Aurimont au 31 décembre 2019.
Le secteur de la construction est prépondérant sur la commune puisqu'il représente 33,3 % du nombre total d'établissements de la commune (3 sur les 9 entreprises implantées à Aurimont), contre 14,6 % au niveau départemental.

### Agriculture
La commune est dans les « Coteaux du Gers », une petite région agricole occupant l'est du département du Gers. En 2020, l'orientation technico-économique de l'agriculture  sur la commune est l'exploitation de grandes cultures (hors céréales et oléoprotéagineuses).
|               | 1988 | 2000 | 2010 | 2020 |
| ------------- | ---- | ---- | ---- | ---- |
| Exploitations | 17   | 18   | 16   | 11   |
| SAU (ha)      | 523  | 779  | 827  | 858  |

Le nombre d'exploitations agricoles en activité et ayant leur siège dans la commune est passé de 17 lors du recensement agricole de 1988  à 18 en 2000 puis à 16 en 2010 et enfin à 11 en 2020, soit une baisse de 35 % en 32 ans. Le même mouvement est observé à l'échelle du département qui a perdu pendant cette période 51 % de ses exploitations,. La surface agricole utilisée sur la commune a quant à elle augmenté, passant de 523 ha en 1988 à 858 ha en 2020. Parallèlement la surface agricole utilisée moyenne par exploitation a augmenté, passant de 31 à 78 ha.

### Entreprises et commerces

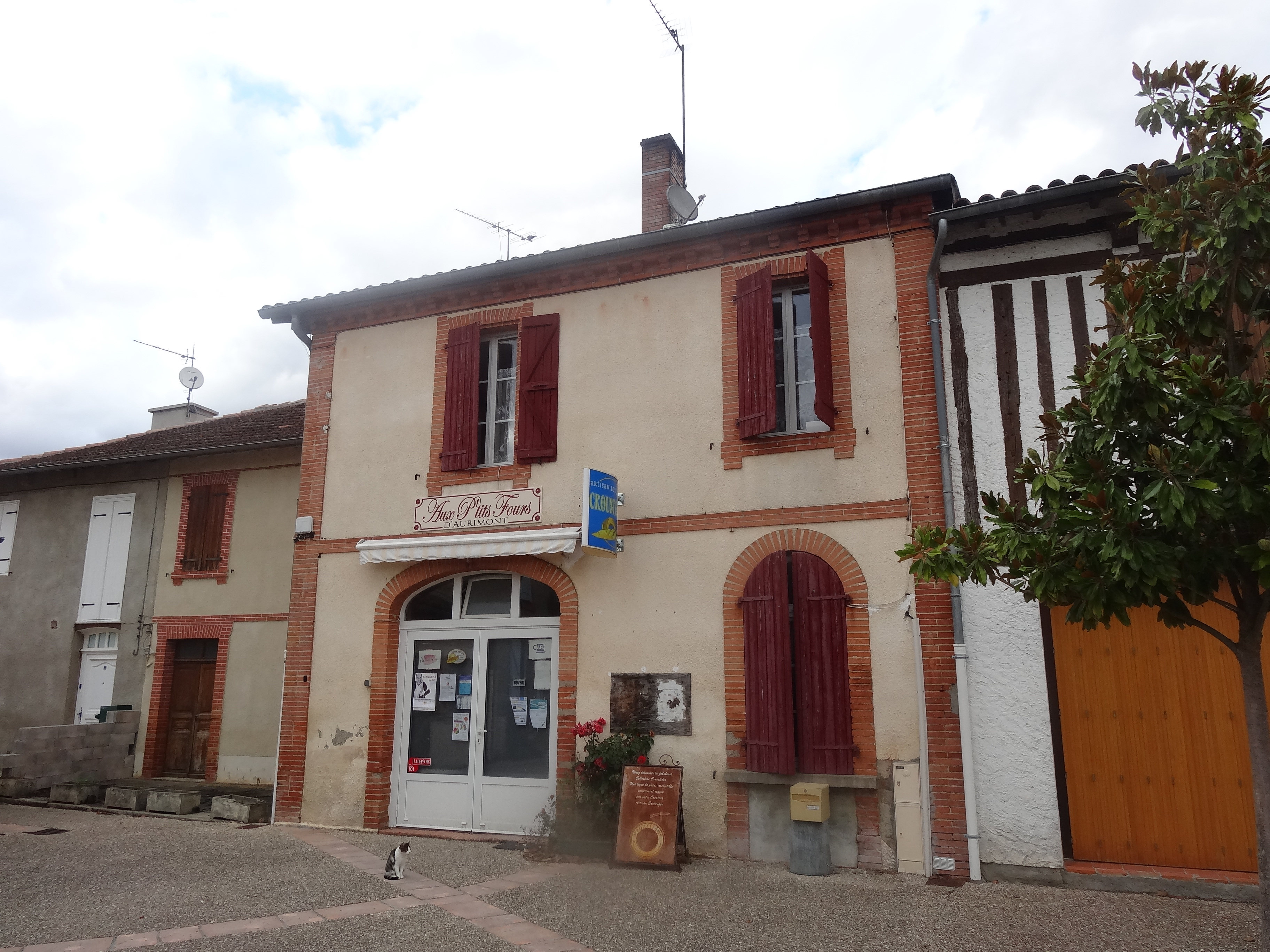
La boulangerie de la commune.

## Culture locale et patrimoine

### Lieux et monuments

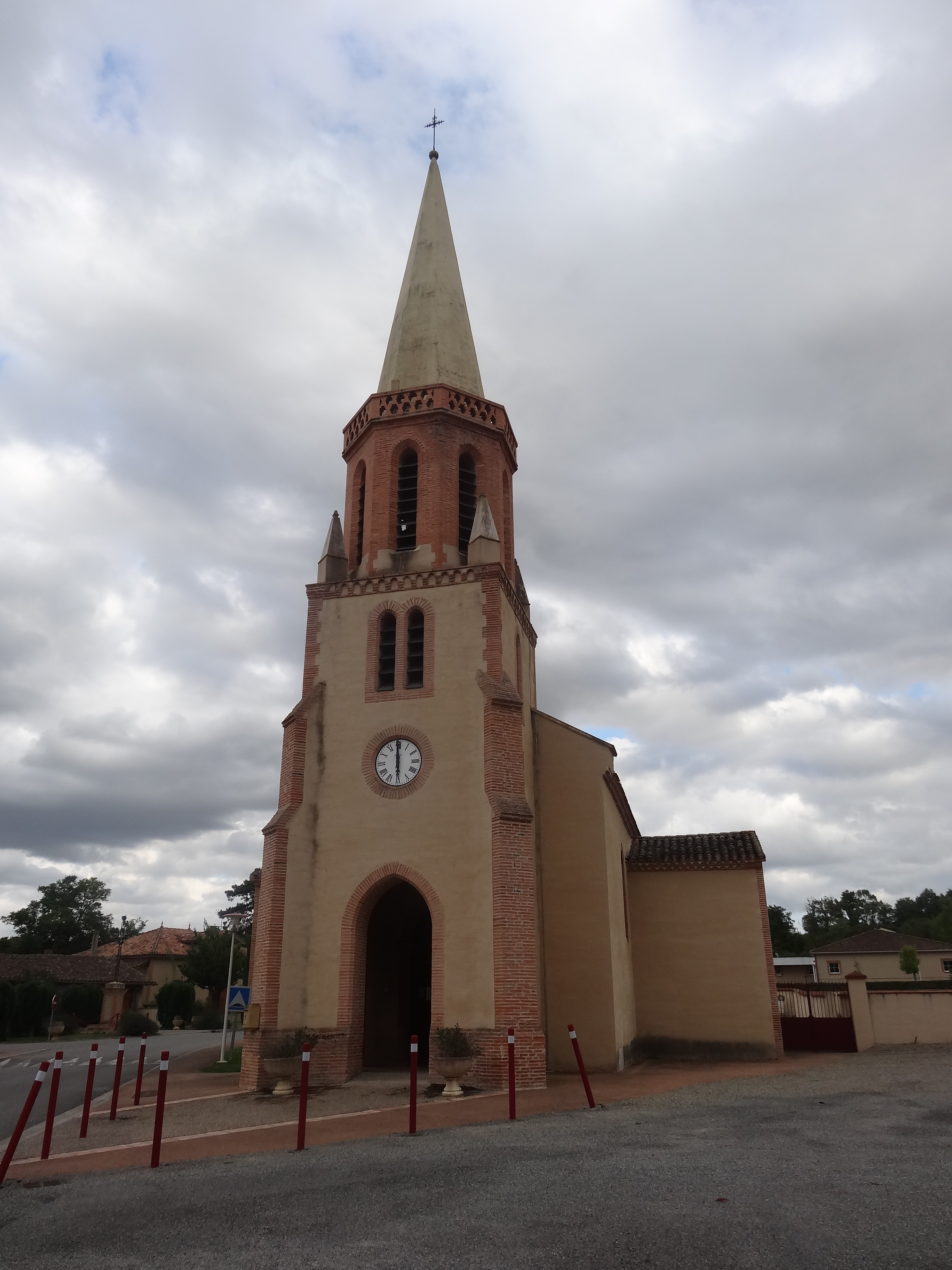
L'église.

Depuis peu, le village a été réaménagé. De plus le monument aux morts a été refait. Une nouvelle croix a été érigée et avec au sommet un coq symbolisant la France.
- Église Saint-Loup du XIXe siècle ;
- Chapelle de Préchac ;

Chapelle de Préchac
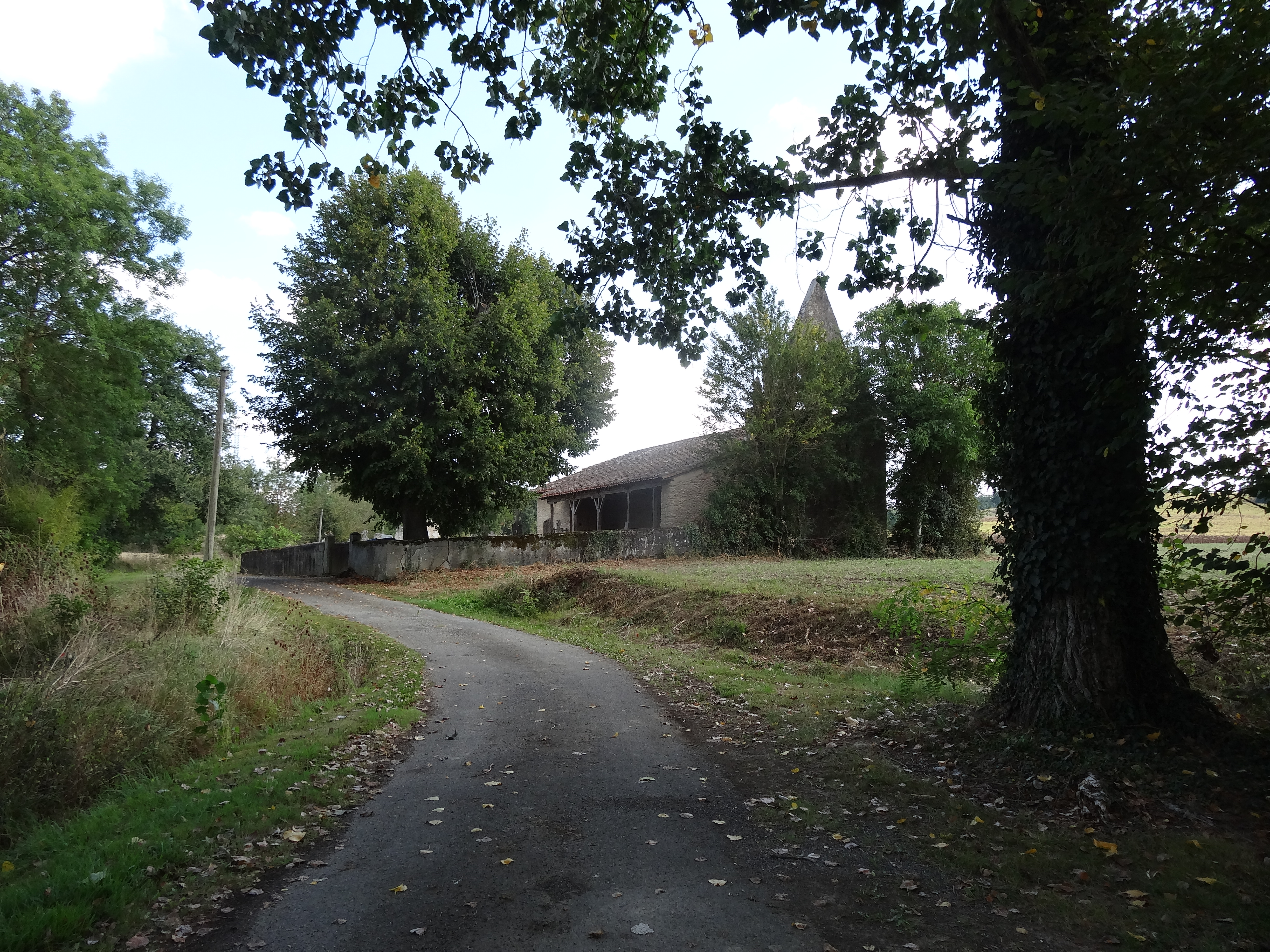
La chapelle dans son environnement.
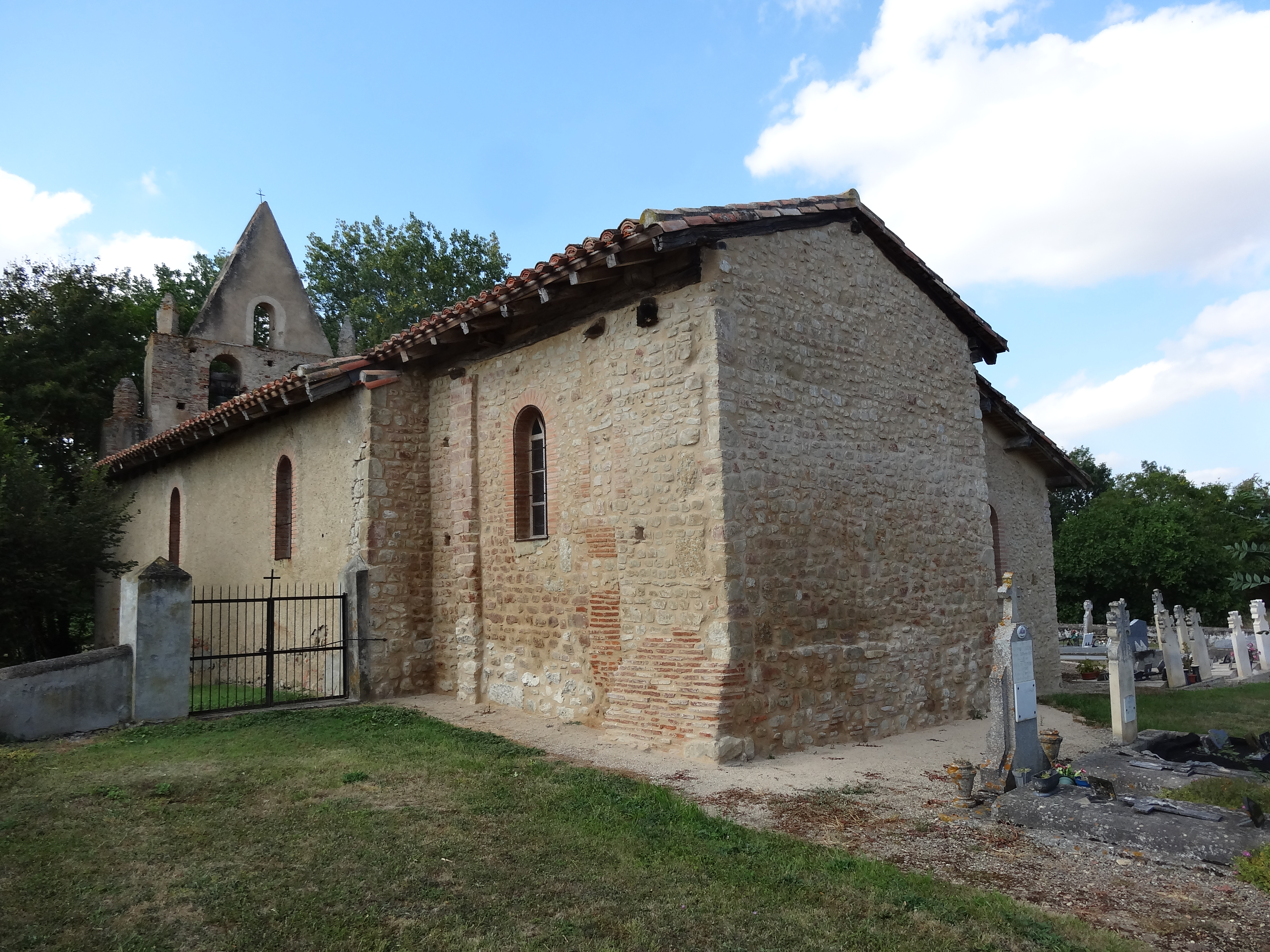
La chapelle.
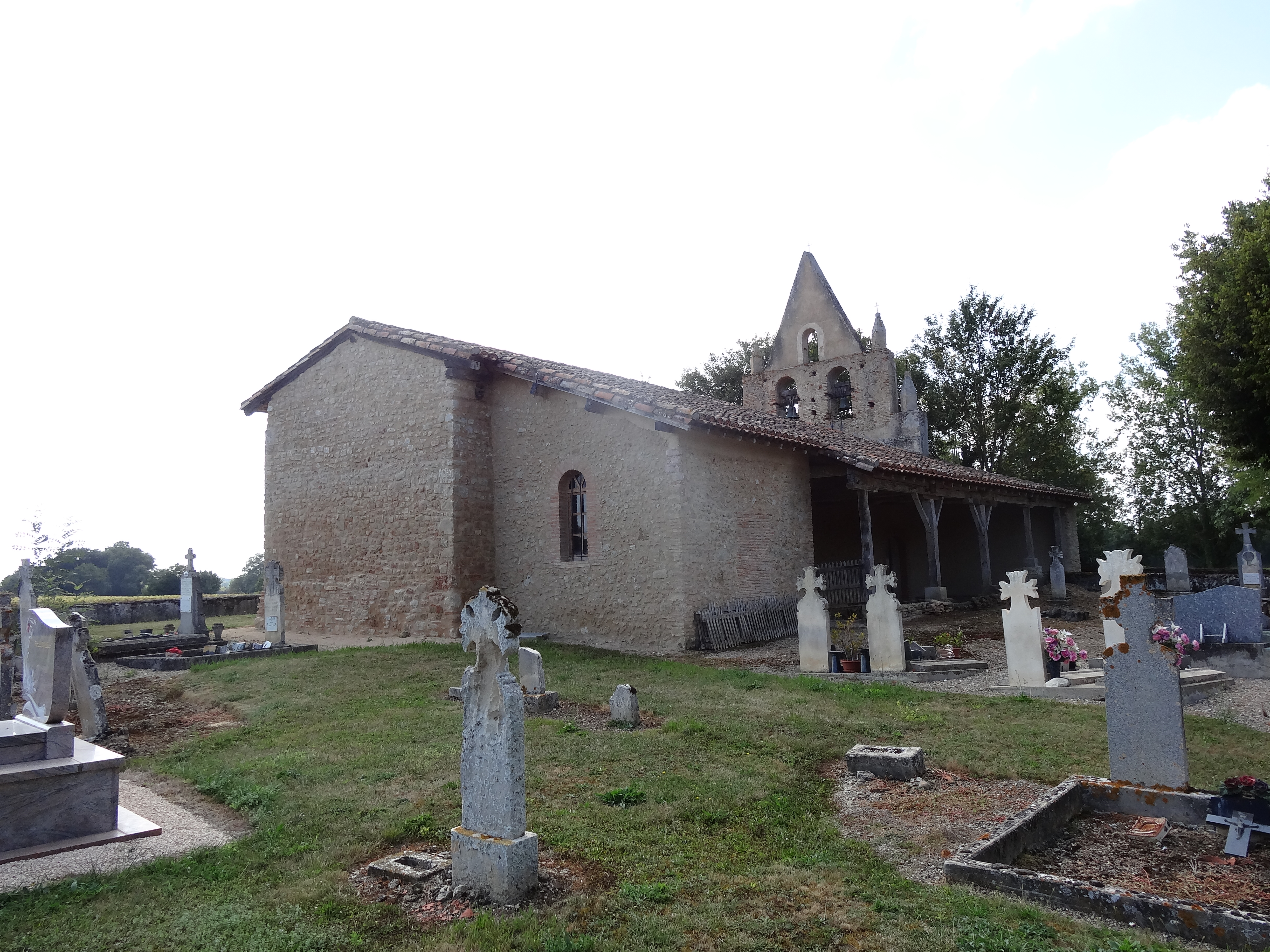
Vue opposée.
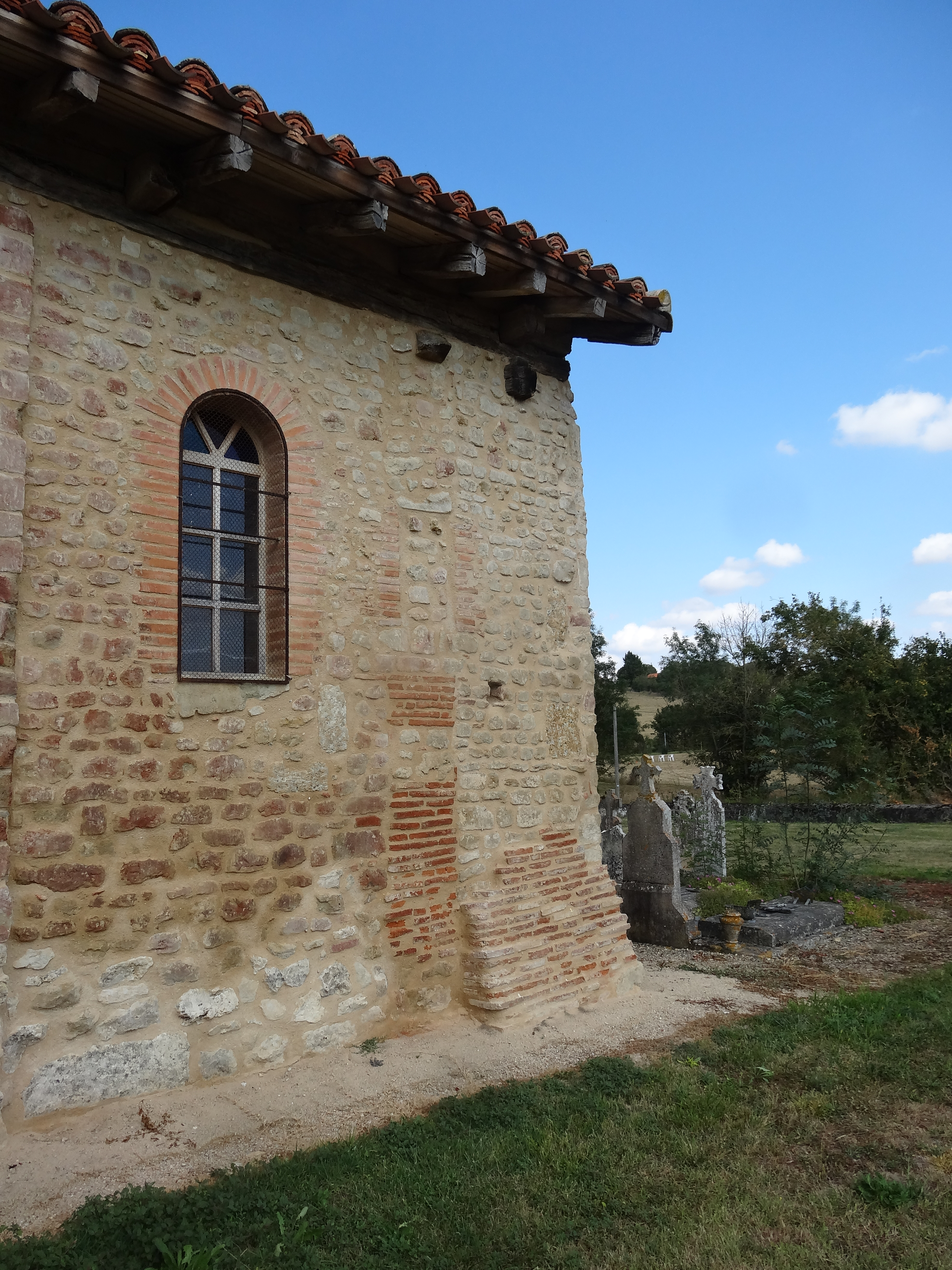
Le chevet.
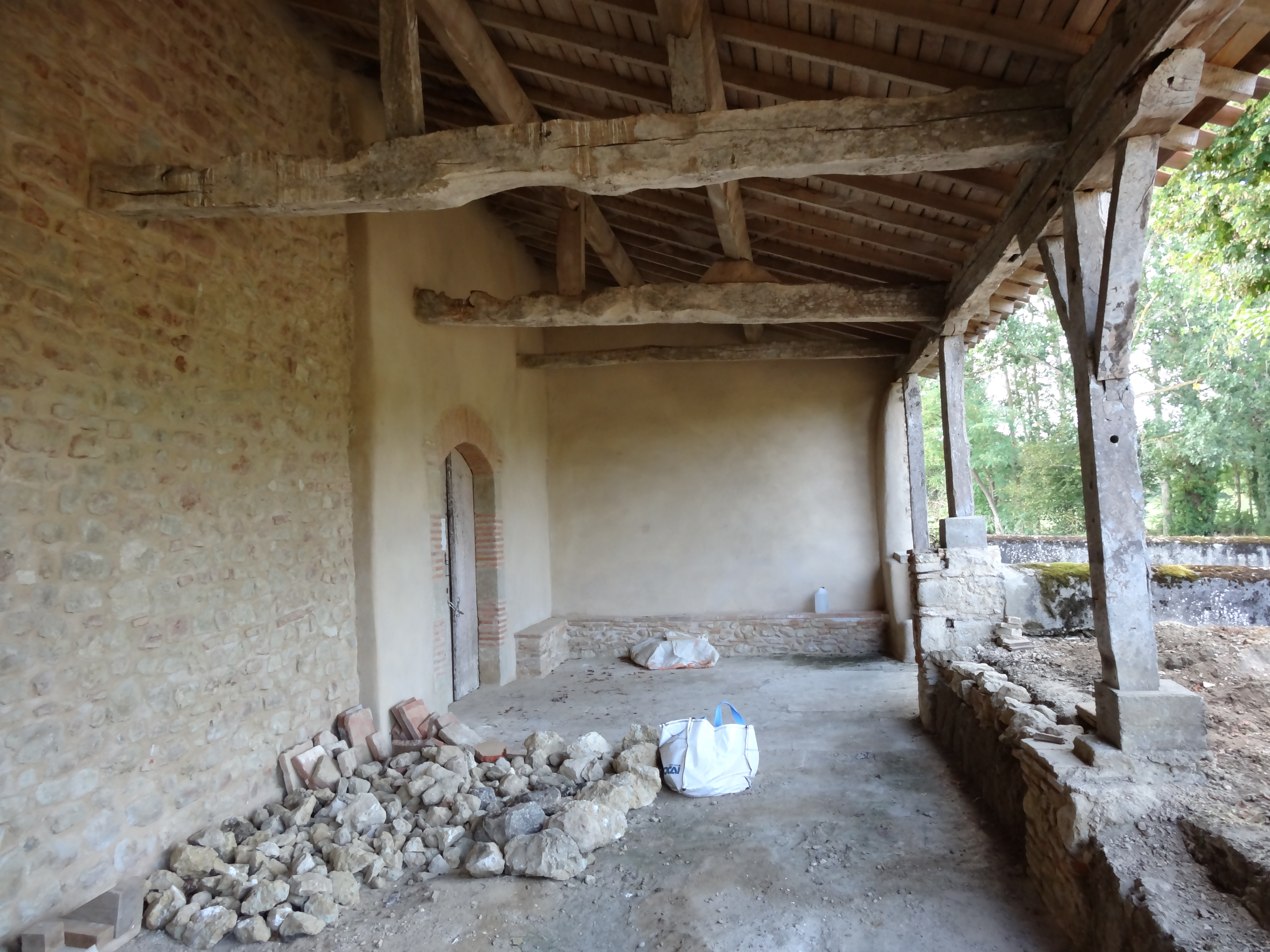
Le porche en travaux en 2021.

- Fontaine de dévotion de Saint-Loup ;
- À Préchac se trouvent des bases d'anciennes colonnes antiques de marbre blanc.

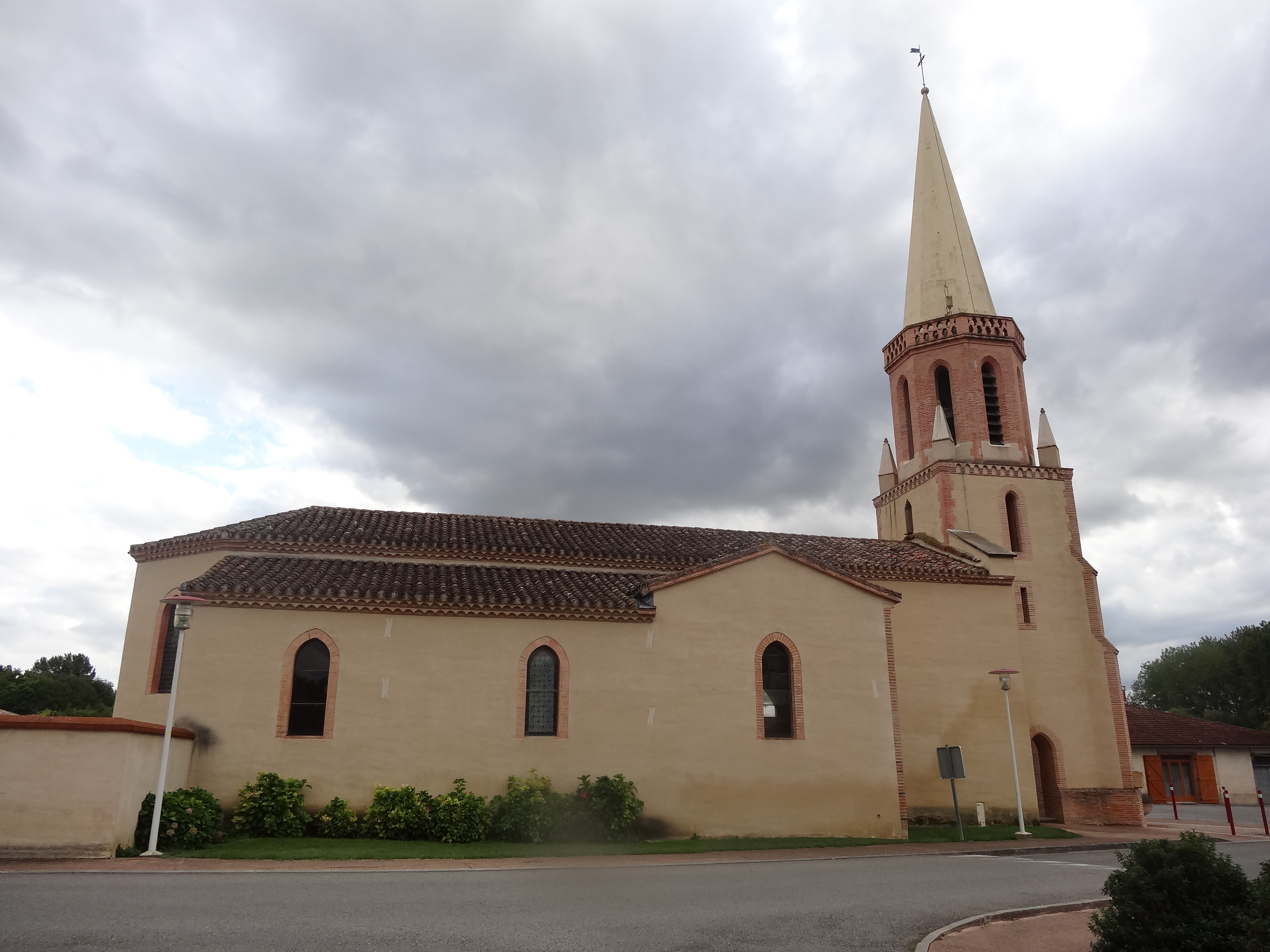
L'église vue du nord.
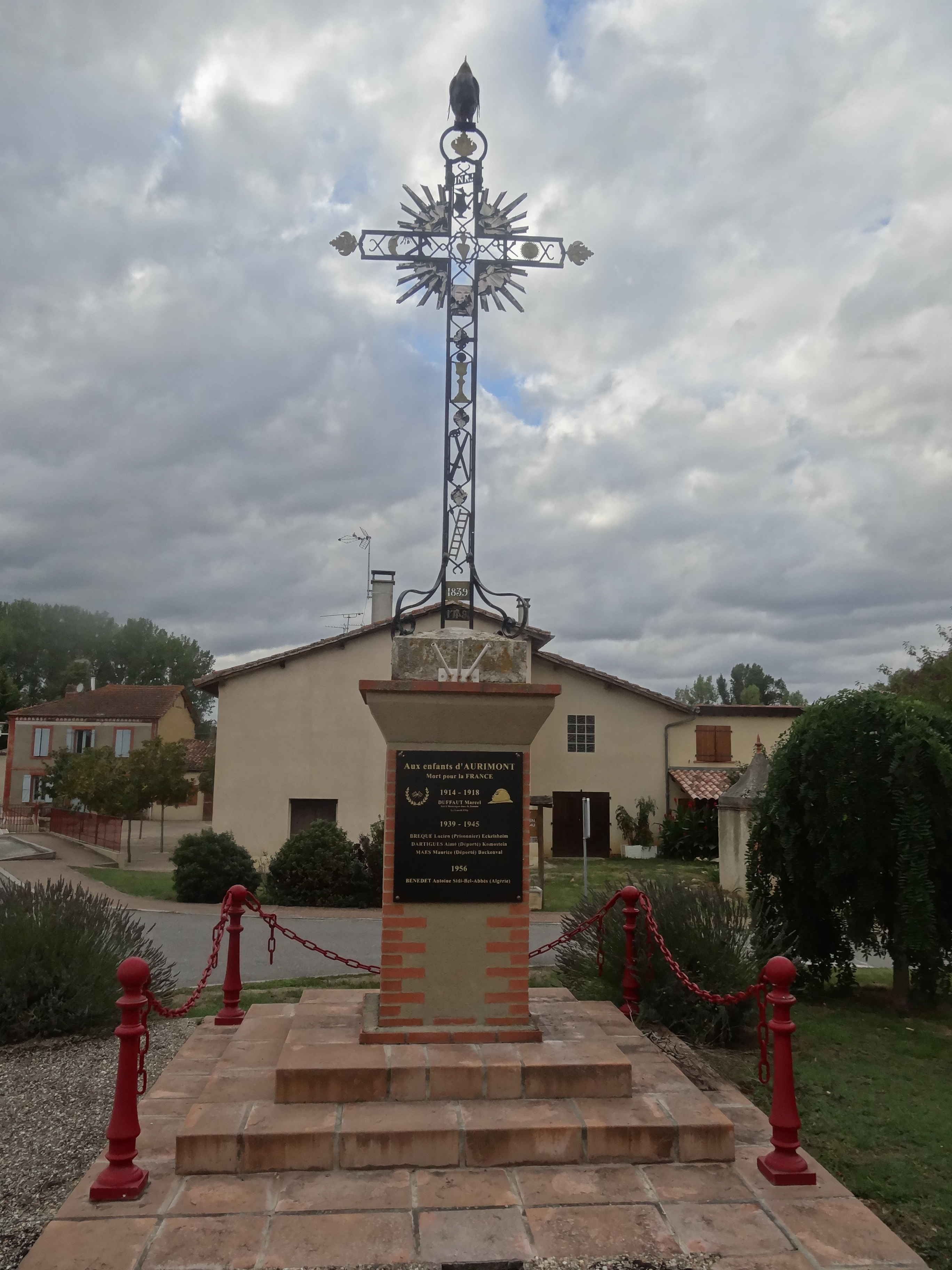
Monument aux morts restauré.
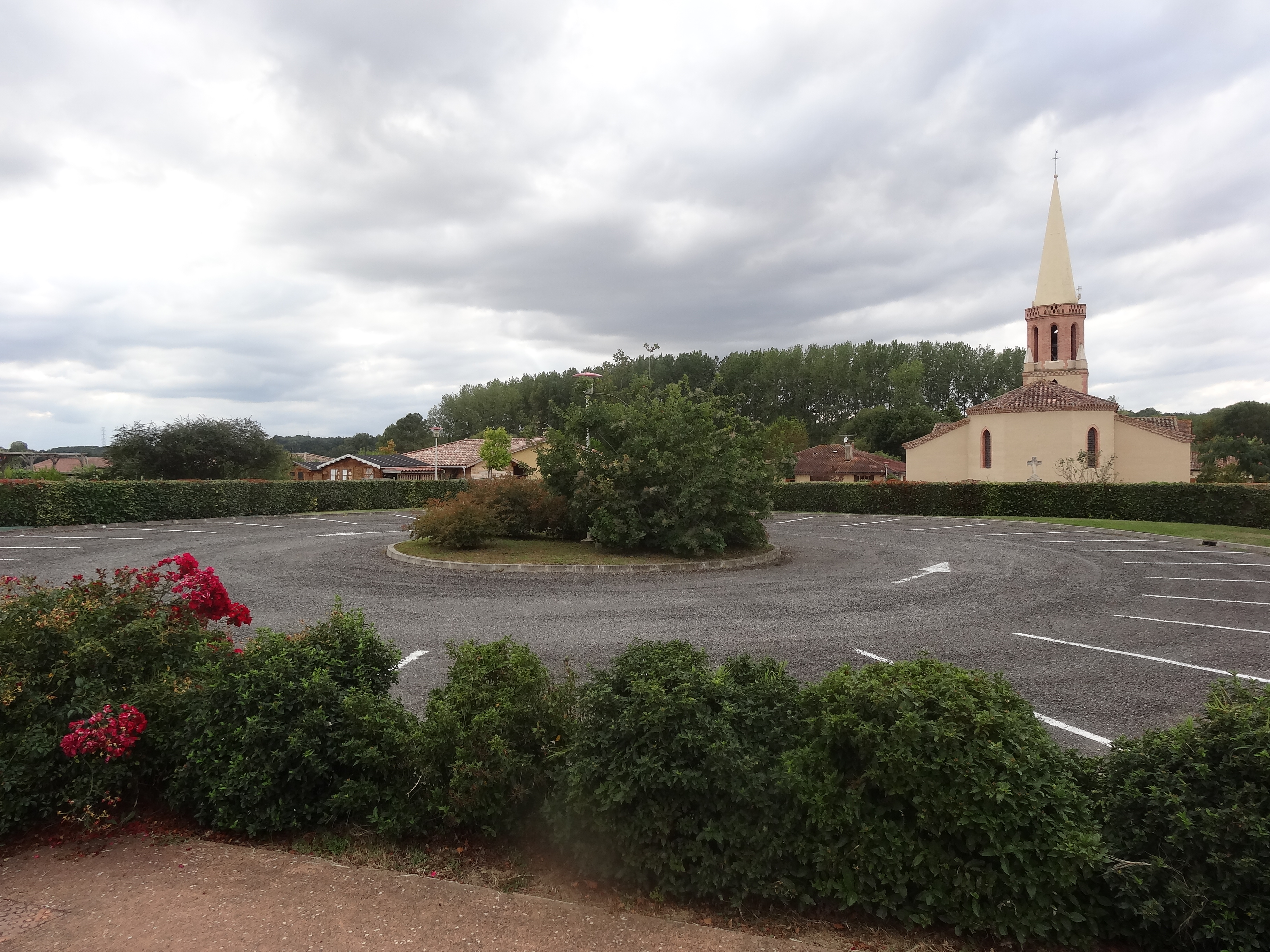
Parking récent à l'est de l'église.
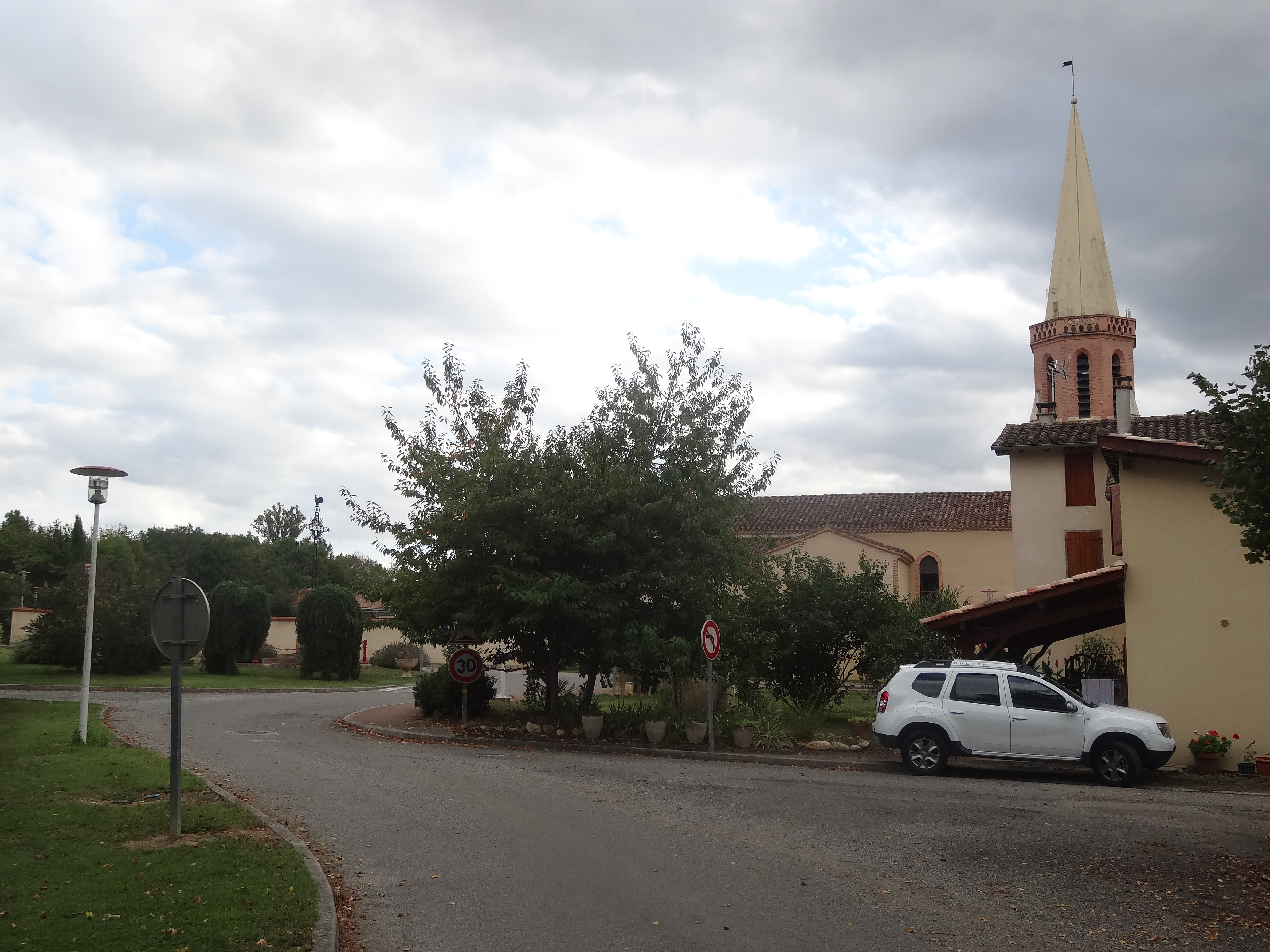
Autre aperçu des aménagements effectués.
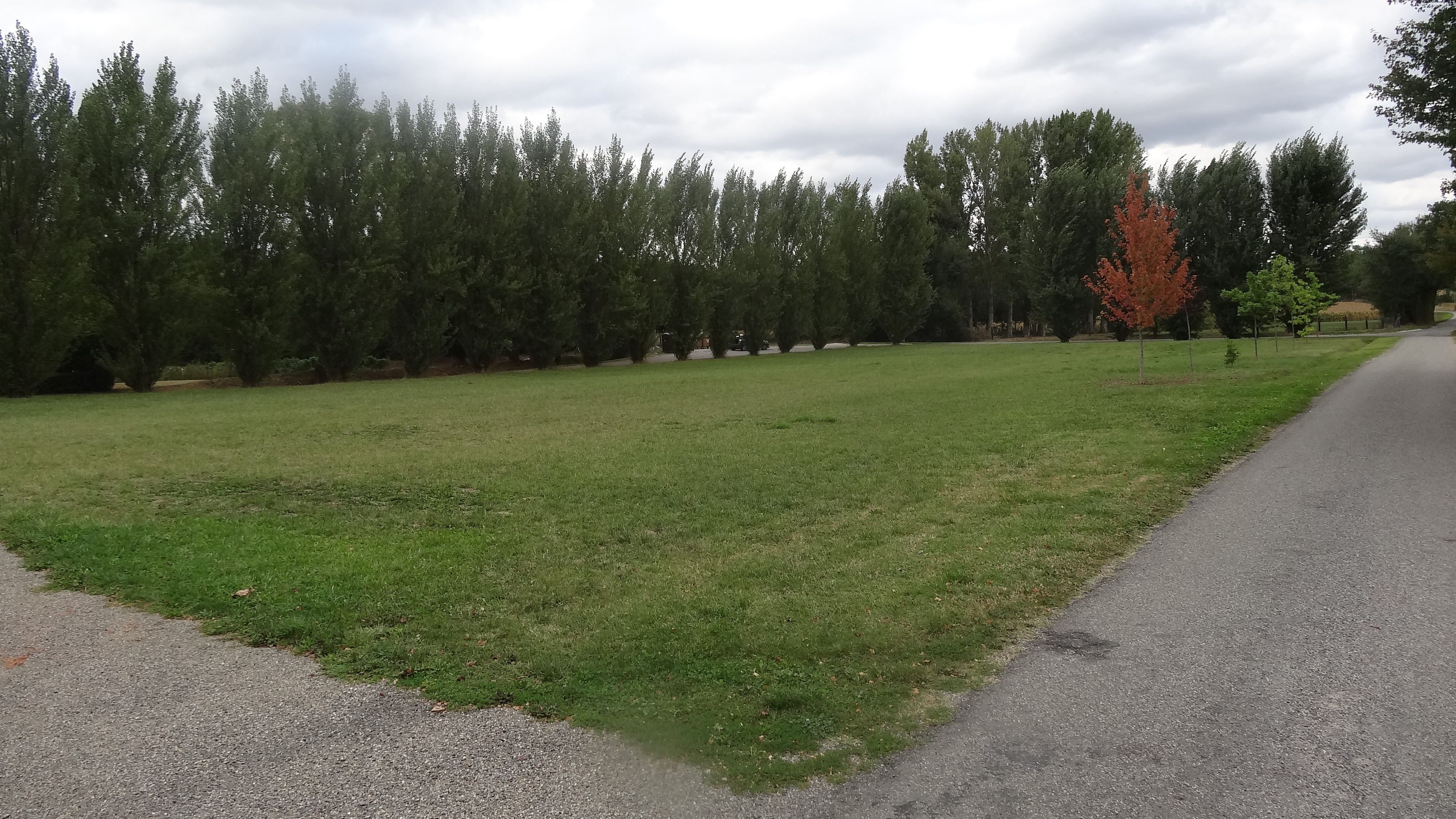
Espace vert et aire de jeux à proximité.